# ليو هسين هونغ
ليو هسين هونغ (بالصينية: 劉欣宏؛ بينيين: Liú Xīn-hóng؛ من مواليد 30 أكتوبر 1969)، هو ملاكم محترف تايواني سابق صنّف ضمن فئة وزن خفيف الذبابة. سبق أن شارك في دورة الألعاب الأولمبية الصيفية سنة 1988.

## روابط خارجية
- ليو هسين هونغ على موقع أوليمبيديا (الإنجليزية)